# Druhá Maďarská republika
Druhá Maďarská republika (maďarsky Magyar Köztársaság) byla státním útvarem vytvořeným z Maďarského království po skončení druhé světové války v roce 1946 a existujícím až do vyhlášení Maďarské lidové republiky v roce 1949. Pod dohledem sovětských okupačních vojsk byly provedeny pozemkové a znárodňovací reformy. Během této doby zažilo Maďarsko historicky největší zaznamenanou hyperinflaci, kdy ceny během jednoho dne vzrostly více než dvojnásobně. Přestože v relativně svobodných prvních poválečných volbách s výraznou většinou vyhrála nekomunistická Malorolnická strana, byla sovětskou mocí donucena zahrnout do vlády komunisty a uvolnit jim klíčové vládní posty, pomocí kterých postupně ovládli státní moc a využili ji proti opozici. Další volby v roce 1947 již vedly ke komunistickému vítězství, dalším politickým procesům a konsolidaci komunistické moci. Následující volby o další dva roky později již proběhly v duchu jednotné kandidátky Maďarské lidové fronty. V té době již probíhaly politické procesy i proti dosavadním komunistům.

## Historie

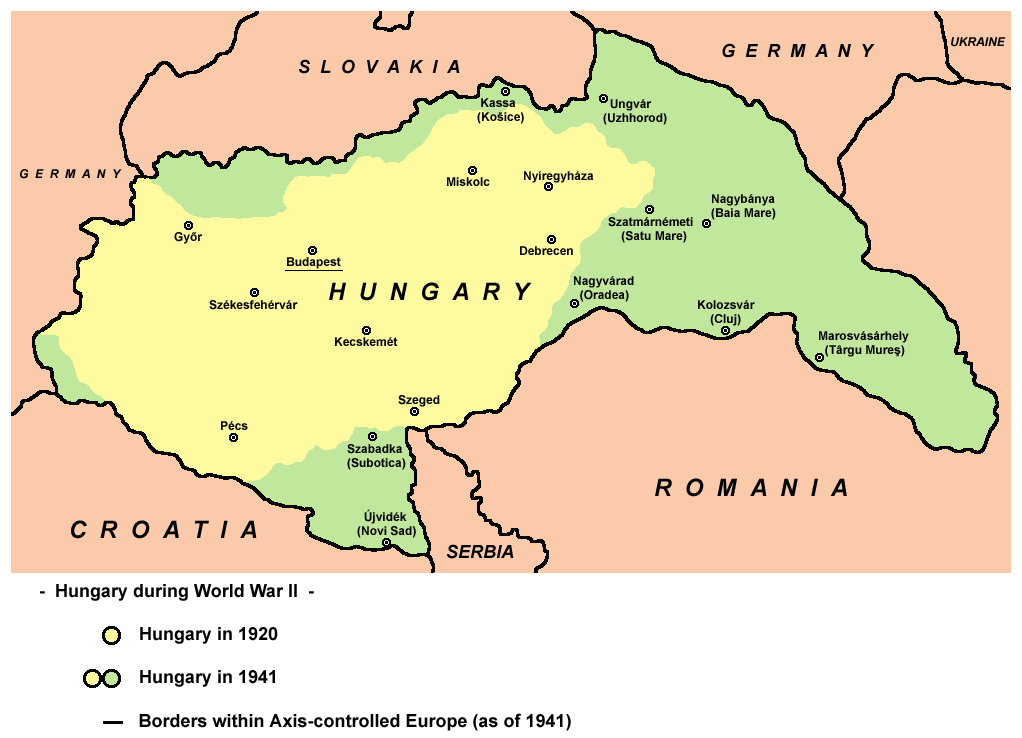
Území Maďarského království za Druhé světové války:
Maďarské území po roce 1918 a 1946
Území získané v letech 1938–1941

Na konci druhé světové války bylo Maďarské království obsazeno sovětskou Rudou armádou. Poválečný vývoj se tak odehrával pod sovětským dohledem.V letech 1945 až 1948 bylo na základě zákona o pozemkové reformě v několika etapách přiděleno bezzemkům a drobným zemědělcům 1 800 000 hektarů velkostatkářské a církevní půdy a do roku 1949 došlo po etapách ke znárodnění hlavních hospodářských odvětví – průmyslu, dopravy, obchodu a finančnictví. Těmito změnami se upevňovalo lidově demokratické zřízení v zemi. V důsledku špatné poválečné ekonomické situace a nutnosti splácet Sovětskému svazu ohromné repace dosáhla maďarská měna pengő největší zaznamenané hyperinflace v historii. V nejhorším období se ceny zdvojnásobovaly každých 15 hodin. Jako náhrada hyperinflačního pengő byl novou maďarskou měnou od května 1946 ustanoven forint.
V relativně svobodných listopadových volbách v roce 1945 překvapivě zvítězila Malorolnická strana (FKP) se ziskem 59,90 % hlasů. Komunisté vedení Matyášem Rákosim získali pouze 17 % lidí a skončili až třetí za druhými Sociálními demokraty (MSZDP). Čtvrtá pak skončila prokomunistická Národní strana rolníků. Takto silný mandát umožňoval Straně malorolnického lidu vládnout samostatně. Ta nabídla účast na vládě všem čtyřem hlavním stranám. Velitel sovětské okupační moci maršál Vorošilov však odmítl takovou vládu. Sám ustanovil koaliční vlády pod vedením malorolníka Zoltána Tildy, ve které komunisté získali několik klíčových pozic (ministerstvo vnitra, dopravy, sociální záležitostí a post místopředsedy vlády). To jim i přes volební neúspěch umožnilo ovládnutí mocenského aparátu státu, který využili k postupnému odstranění oponentů a zajištění si pozice pro ovládnutí dalších voleb.
V lednu 1946 začalo vysídlení německého obyvatelstva z Maďarska. Původně měla být vysídlena celá menšina čítající asi 500 000 osob, ale nakonec se vysídlení dotklo asi 220 000 obyvatel.
| „                                                    | ...z národně-politického hlediska nelze pochybovat, že je v zájmu Maďarska, aby zemi opustilo co nejvíce Němců. Taková příležitost zbavit se Němců se už nikdy nenaskytne. | “ |
| — ministr pro výstavbu József Antall v prosinci 1945 | |   |

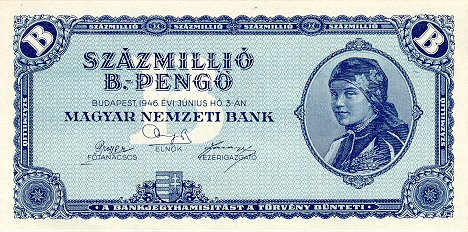
Symbol hyperinflace: Bankovka 100 trilionů pengő, nominálem největší bankovka, která kdy byla vydána

Pod sovětskou okupací s komunisty a socialisty ve vládě bylo monarchistické státní zřízení neudržitelné. 1. února 1946 byla vyhlášena Druhá Maďarská republika, jejíž orgány měly již od počátku lidově demokratický charakter. Prvním prezidentem byl zvolen dosavadní premiér Zoltán Tildy a přívrženec Sovětského svazu. Premiérem se stal prozápadně orientovaný Ferenc Nagy rovněž z KFP. Došlo k postupnému znárodňování dolů a bank. Tehdejší ministr vnitra, komunista László Rajk, nechal jen ze státního aparátu od května do října 1946 propustit více než 60 000 tzv. pravicových živlů. 

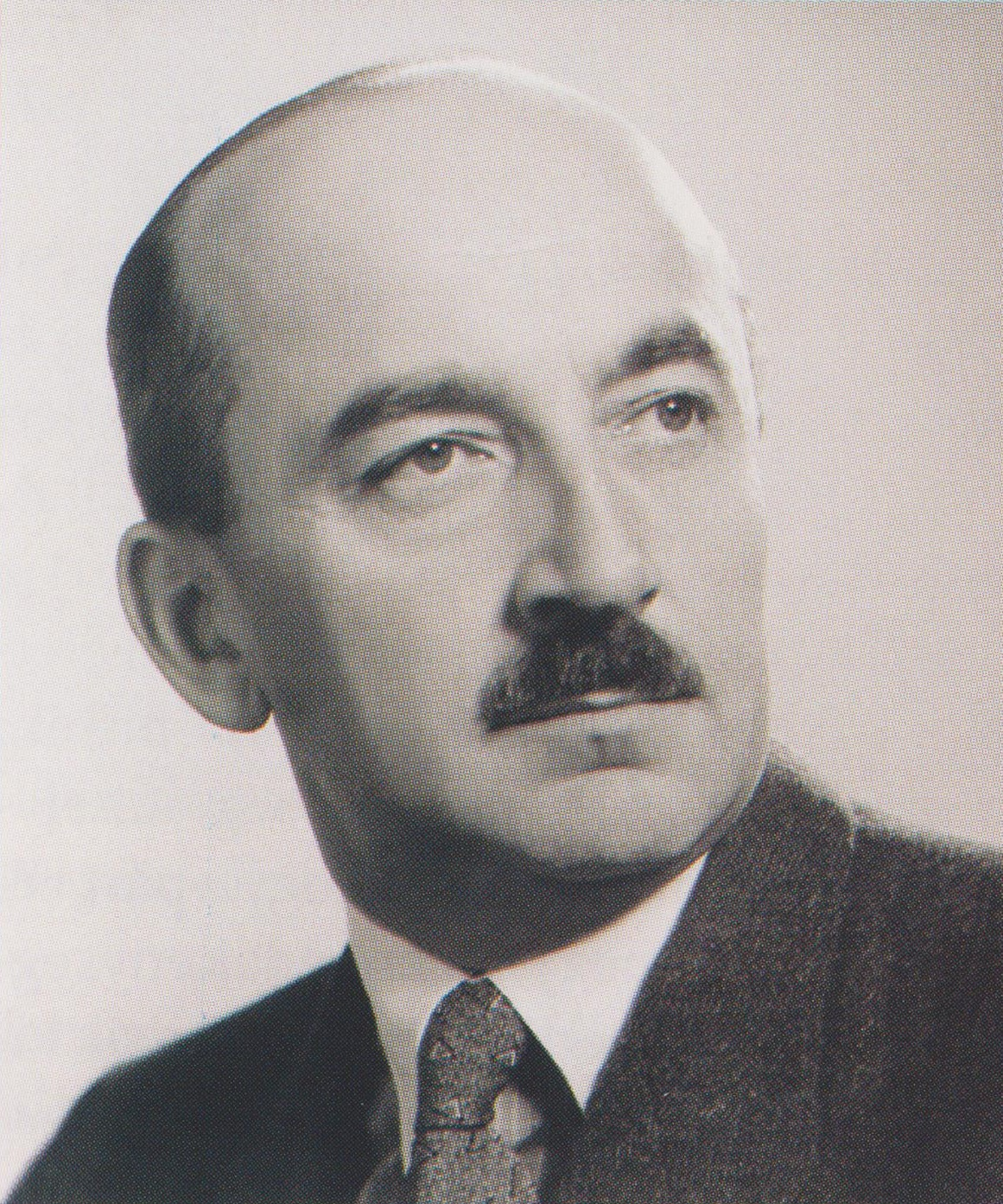
Ferenc Nagy

Mezinárodní suverenita a státní hranice byly obnoveny pařížskou mírovou smlouvou 10. února 1947. V téže době vyvrcholila štvavá kampaň komunistů proti tajemníkovi FKgP Bélovi Kovácsovi jeho zatčením sovětskou vojenskou policií a odvlečením do SSSR. Zatčeno a obviněno z protistátního spiknutí bylo také mnoho poslanců FKP, která tak fakticky přišla o parlamentní většinu. V květnu téhož roku byl nucen premiér Ferenc Nagy, pod výhrůžkou obvinění ze spiknutí, odstoupit z funkce a následně emigrovat. György Donath označený za vůdce domnělých spiklenců byl popraven, ostatní dostali těžké tresty.  Komunisté také prosadili schválení nového volebního zákona, kterým odebrali volební právo zhruba desetině voličstva, pod záminkou obvinění z fašismu. Nad pronásledování oponentů komunistické strany se výrazně podílela tajná policie AVH podřízená ministru vnitra Rajkovi.
Pod vlivem komunistů bylo vyvoláno rozpuštění parlamentu a v srpnu 1947 se opět konaly volby. V těch zvítězila koalice vládních stran pod vedením a vlivem komunistů. I přes účelovou změnu volebního zákona a volební podvody získaly nesocialistické strany polovinu hlasů. Po volbách pokračovala koaliční vláda pod formálním malorolnickým vedením. Ve vládě byly komunisty dosazení sympatizanti z ostatních stran. Zakázána byla opoziční Strana nezávislosti, čímž došlo k uprázdnění téměř pět desítek mandátů, což posílilo moc komunisty ovládaných stran. Pod vlivem SSSR byla odmítnuta účast na Marshallově plánu. Koncem roku už měly komunisté moc pevně ve svých rukou. Komunistická strana se 12. června 1948 sloučila s Sociálními demokraty (MSZDP) do jednotné Maďarské strany pracujících (MDP). Jejím generálním tajemníkem se stal Mátyás Rákosi. Krátce na to došlo k likvidaci antikomunistické opozice. V březnu 1948 došlo k dalšímu masivnímu znárodňování, tentokrát všech podniků nad 100 zaměstnanců. Započala kolektivizace zemědělství a soustava direktivně řízeného plánovaného hospodářství. V červenci byl donucen k odstoupení malorolnický prezident Zoltán Tildy a novým prezidentem se stal prokomunistický sociální demokrat Árpád Szakasits.
Po sovětsko-jugoslávské roztržce nastalo hledání vnitřního nepřítele i v samotné komunistické straně, podobně jako později v jiných komunistických satelitech SSSR. Hlavním vykonstruovaným viníkem byl sám bývalý ministr vnitra a strůjce dosavadních politických procesů Rajk. Ten byl nejdříve zbaven funkce ministra vnitra a v srpnu 1948 jmenován ministrem zahraničí. Krátce po volbách v květnu 1949 byl zatčen a následně v říjnu 1949 odsouzen k trestu smrti. V prosinci 1948 byl do premiérského křesla dosazen předseda KFP István Dobi. Člen prokomunistického levého křídla stran Dobi se stal předsedou KFP po politických procesech s jeho spolustraníky o rok dříve, přestože byl již tajným členem MKP.   
5. ledna 1949 se Maďarsko stalo zakládajícím členem Rady vzájemné hospodářské pomoci. Květnové volby roku 1949 se již nesly v duchu jednotné kandidátky Maďarské lidové fronty, která získala 95 % veškerých hlasů.
Dne 15. srpna 1949 byla vyhlášena Maďarská lidová republika, jejíž ústava, přijatá 20. srpna, byla sestavena podle vzoru ústavy SSSR z roku 1936.